# Rhinolophus euryotis
Rhinolophus euryotis är en fladdermusart som beskrevs av Coenraad Jacob Temminck 1835. Rhinolophus euryotis ingår i släktet Rhinolophus och familjen hästskonäsor. IUCN kategoriserar arten globalt som livskraftig. Inga underarter finns listade i Catalogue of Life. Wilson & Reeder (2005) skiljer mellan 6 underarter.
Denna fladdermus förekommer på flera öar i Sydostasien och i den australiska regionen från Sulawesi över Nya Guinea till Bismarckarkipelagen och söderut till Timor. Den lever i låglandet och i bergstrakter upp till 1800 meter över havet. Arten vistas i olika habitat däribland mangrove.
Individerna vilar i grottor, i gruvor och i tunnlar. De bildar stora kolonier med upp till 1000 medlemmar.